# River Lea (Themse)
Der River Lea oder River Lee (beide englische Bezeichnungen sind in Gebrauch) ist ein Fluss in England. Er entspringt in der Nähe von Luton in den Chiltern Hills und fließt dann zunächst ostwärts. Östlich von Hertford ändert der Flusslauf seine Richtung und fließt weiter südwärts in Richtung London, wo er in die Themse mündet. Der Mündungsabschnitt, ein etwa vier Kilometer langes, tidenabhängiges Ästuar, wird auch Bow Creek genannt.
Der gewundene Lauf des Lea wurde aufgrund eines Gesetzes von 1767 durch die Lea Navigation schiffbar gemacht. Diese Schiffbarmachung nutzt teilweise den natürlichen Lauf, der selbst begradigt und ausgebaut wurde oder einen parallel zum ursprünglichen Lauf angelegten  Schifffahrtskanal. Der Fluss kann von seiner Mündung bis zur Stadtmitte von Hertford mit traditionellen Narrowboats befahren werden. Dies geschieht heute zu Freizeitzwecken, während der ursprüngliche Ausbau zum Gütertransport erfolgte. Er ist über die Themse bzw. Regent's Canal und Paddington Arm mit dem Grand-Union-Kanal und damit mit dem restlichen Binnenwasserstraßennetz Englands verbunden.
Die Nebenflüsse Channelsea River, City Mill River, Prescott Channel, Three Mills Wall River und Waterworks River bilden die Gruppe der Bow Back Rivers.
Die Schreibweise Lea ist westlich von Hertford gebräuchlich, während im weiteren Verlauf bis zur Mündung beide Formen (Lea oder Lee) verwendet werden.
Der Fluss entspringt westlich von Luton und fließt dann durch (bzw. entlang) Luton, Harpenden, Welwyn Garden City, Hertford, Ware, Hoddesdon, Cheshunt, Edmonton, Tottenham, Upper Clapton, Hackney Wick, Stratford, Bromley-by-Bow, Canning Town und schließlich Leamouth, wo er in die Themse mündet.
Der Fluss in England ist nicht zu verwechselt mit dem River Lee im County Cork in Irland und dem Fluss Lea in Nordspanien.